# Skarbonka (baśń)
Skarbonka (duń. Pengegrisen) – baśń literacka autorstwa Hansa Christiana Andersena, wydana po raz pierwszy w Kopenhadze w grudniu 1854 roku.
Bohaterem baśni Andersen uczynił świnkę-skarbonkę. W utworze pojawiają się też: lalka, wózek dziecięcy, koń na biegunach, bębenek, zegar, trzcinka (do wymierzania kar cielesnych), bicz do jazdy konnej, spluwaczka. Kanwą jest zabawa w domowy teatrzyk.

## Publikacja
Andersenowska baśń literacka Skarbonka została po raz pierwszy opublikowana w Kopenhadze w grudniu 1854 roku w Folkekalender for Danmark. 1855. Wydawcą kalendarza było wydawnictwo C.C. Lose & Delbanco. Autorem ilustracji do tego wydania był Vilhelm Pedersen. W katalogu dzieł Andersena autorstwa B.F. Nielsena baśń opatrzona jest numerem 668. Utwór został dwukrotnie wznowiony za życia pisarza: 30. kwietnia 1855 roku w antologii Historier. 1855 oraz 30. marca 1863 roku w zbiorze Eventyr og Historier. Andet Bind. 1863.
Baśń była tłumaczona na języki europejskie, m.in. na niemiecki i angielski.

## Polskie przekłady
Podobnie jak inne baśnie Andersena, utwór był od początku XX wieku tłumaczony na język polski:
- 1905 – Skarbonka: Wanda Młodnicka (tłum.): Wybór bajek Andersena. Lwów. Brak numerów stron w książce
- 1931 – Świnka z pieniędzmi: Stefania Beylin (tłum.): Baśnie. T. 1–6. Warszawa. Brak numerów stron w książce (w wyd. z 1956 tytuł Skarbonka)
- 1938 – Skarbonka: Adam Przemski (tłum.): Bajki. Kraków. Brak numerów stron w książce
- 2006 – Skarbonka: Bogusława Sochańska (tłum.): Baśnie i opowieści. Tom II 1852–1862. Poznań. s. 114–115. ISBN 978-83-7278-194-9. (z oryginału duńskiego)

## Galeria

Ilustracje baśni „Skarbonka”
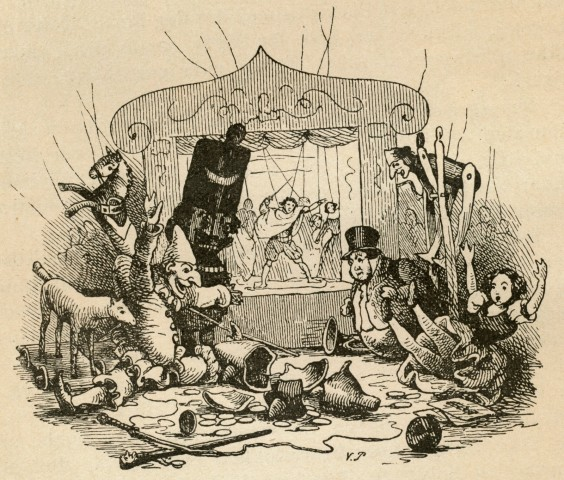
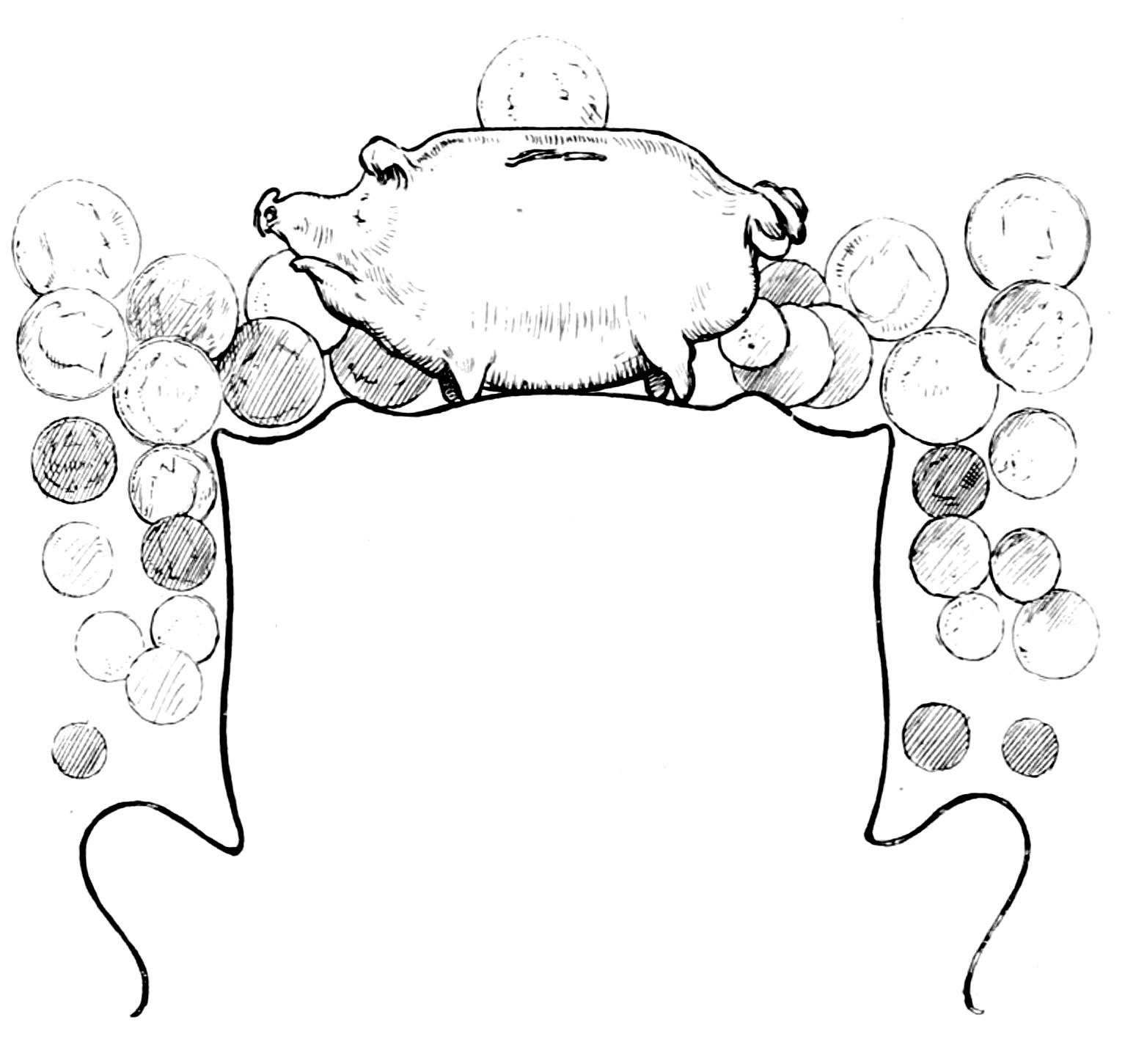
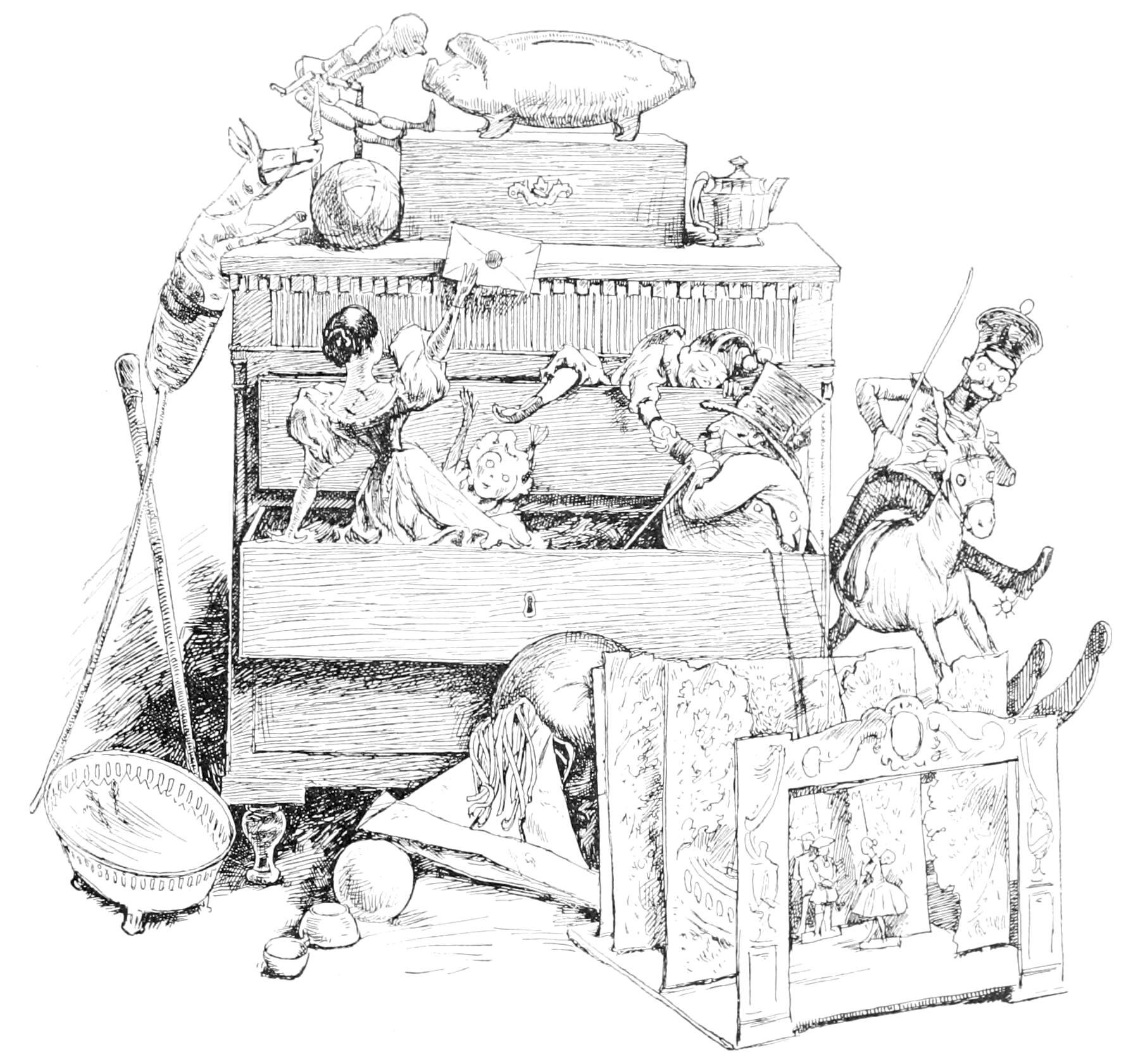
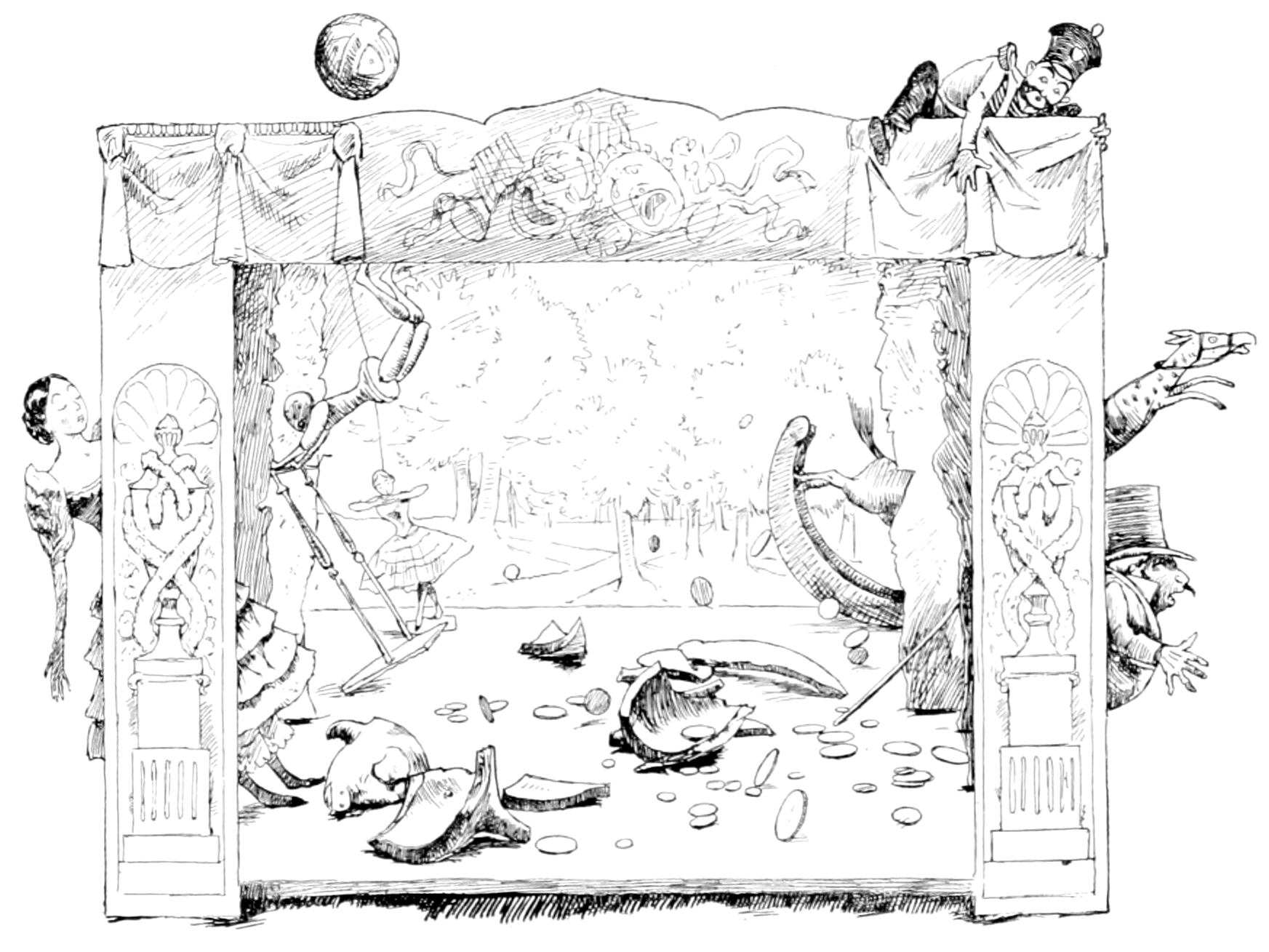